# Platysenta sobria
Platysenta sobria är en fjärilsart som beskrevs av Walker 1862. Platysenta sobria ingår i släktet Platysenta och familjen nattflyn. Inga underarter finns listade i Catalogue of Life.